# Muł (ssak)

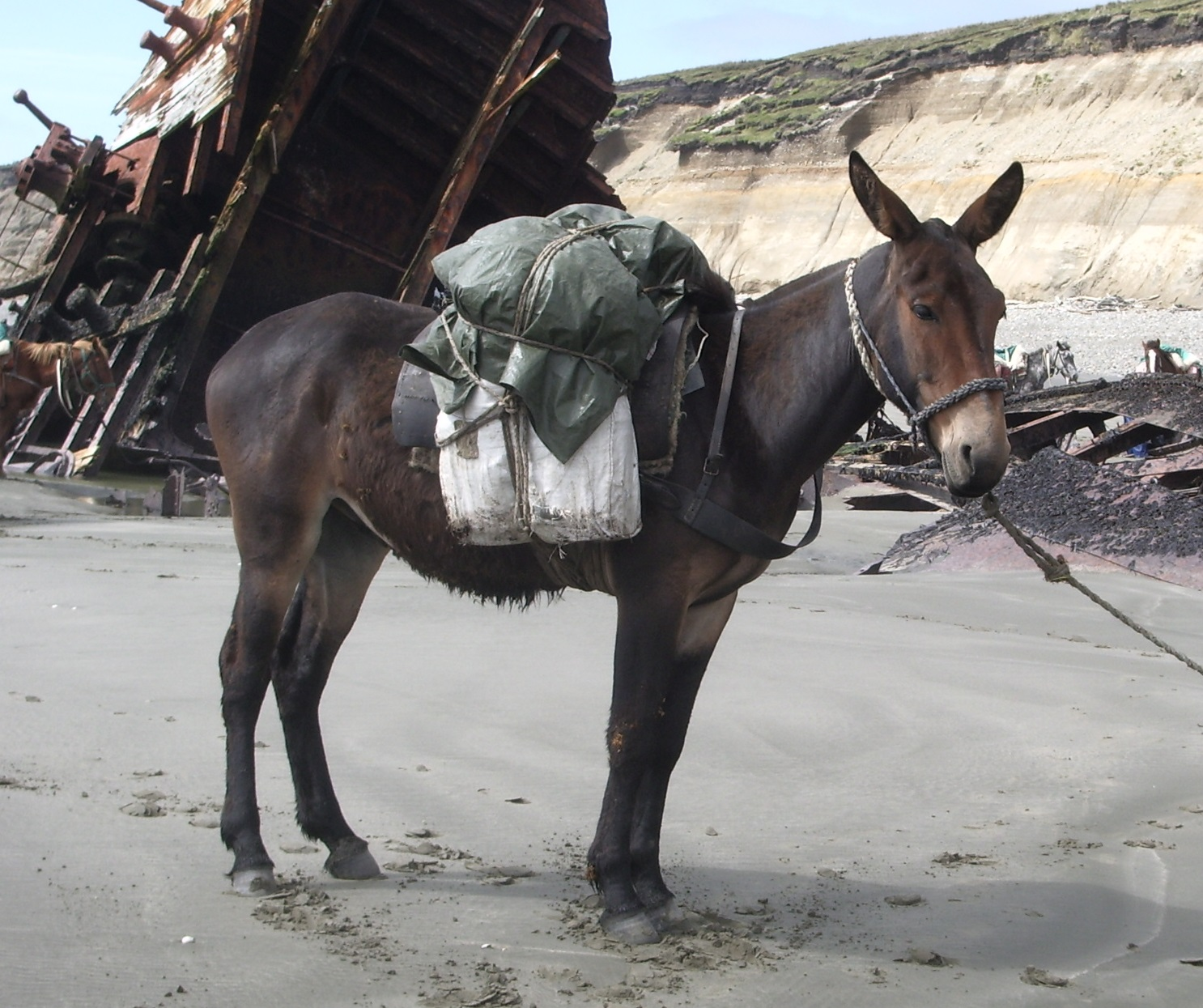
Muł w Argentynie

Muł – mieszaniec międzygatunkowy klaczy konia domowego z ogierem osła, najbardziej znana hybryda. Najczęściej bezpłodny.
W kłębie osiąga wysokość 81–173 cm; istnieją także karłowate odmiany. Z połączenia ogiera konia domowego z klaczą osła powstaje osłomuł. Podobnie jak u muła, jego kariotyp składa się z 63 chromosomów (u konia jest to 64, u osła – 62).
Muły cechuje spokojniejsze usposobienie niż konie, ponadto lepiej znoszą złe warunki pracy czy wysoką temperaturę. Są w stanie udźwignąć więcej niż osły. Są wykorzystywane jako zwierzęta pociągowe i juczne. Większe muły szczególnie popularne są w Stanach Zjednoczonych, gdzie wykorzystywano je jako zwierzęta pociągowe i do jazdy wierzchem od czasu skolonizowania Ameryki. Wykorzystywano je także podczas wojen, na przykład podczas II wojny światowej w Indiach i Birmie, czy pracy w kopalni. Muły rozmnażane są od starożytności; znane były w Mezopotamii i w Anatolii już w III wieku przed naszą erą. W starożytnym Egipcie znano je już 3000 lat przed naszą erą.